# فرودگاه صحرایی فارست
فرودگاه صحرایی فارست (به انگلیسی: Forest Field Aerodrome) یک فرودگاه خصوصی است که یک باند فرود چمن دارد و طول باند آن ۷۳۰ متر است. این فرودگاه در شهر کرایست‌چرچ کشور نیوزلند قرار دارد و در ارتفاع ۱۲۳ متری از سطح دریا واقع شده است.